# Albemarle Regional Library
Die Albemarle Regional Library ist ein regionaler Zusammenschluss mehrerer Bibliotheken aus Bertie County, Gates County, Hertford County und Northampton County. Der Hauptsitz befindet sich in Winton. Neben dem einzelnen Bibliothekssortiment vor Ort, bietet er auch ein digitales Onlineangebot.
Der Vereinigung gehören folgende Bibliotheken an:
- Ahoskie Public Library
- Elizabeth S. Parker Memorial Library
- Gates County Public Library
- Hertford County Public Library
- Lawrence Memorial Public Library
- Northampton County Memorial Library
- Sallie Harrell Jenkins Memorial Library